# Gmina Trawniki
Die Gmina Trawniki [travˈniki] ist eine Landgemeinde im Powiat Świdnicki der Woiwodschaft Lublin in Polen. Ihr Sitz ist das gleichnamige Dorf mit mehr als 2800 Einwohnern.

## Geografie
Die Gemeinde liegt 30 km südöstlich von Lublin in der Dorohucza-Niederung. Zu den Gewässern gehören der Fluss Wieprz mit seinem Zufluss Gielczew. Die Gmina hat eine Fläche von 84,16 km². Davon werden 85 % landwirtschaftlich und 7 % forstwirtschaftlich genutzt.

## Geschichte
Von 1975 bis 1998 gehörte die Landgemeinde zur kleiner zugeschnittenen Woiwodschaft Lublin.

## Gliederung
Zur Landgemeinde (gmina wiejska) Trawniki gehören die elf Sołectwa (Schulzenämter): Biskupice, Bonów, Dorohucza, Ewopole, Oleśniki, Pełczyn, Siostrzytów, Struża, Struża-Kolonia, Trawniki und Trawniki-Kolonia.

## Verkehr
Die Gmina Trawniki ist über die Droga krajowa DK 12, die Woiwodschaftsstraßen DW 829 und DW 838 an das polnische Straßenverkehrsnetz angebunden. Die Bahnlinie von Warschau nach Lemberg (Ukraine) hat auf Gemeindegebiet die Stationen Biskupice und Trawniki.